# Passage de Montpensier
Le passage de Montpensier est une voie du 1er arrondissement de Paris, en France.

## Situation et accès
Le passage de Montpensier est situé dans le 1er arrondissement de Paris. Il débute sur le péristyle de Montpensier et se termine au 6, rue de Montpensier.

## Origine du nom
Le duc de Montpensier, Antoine d'Orléans (1775-1807) était le fils cadet de Louis Philippe d'Orléans. Il mourut de la tuberculose en Angleterre.

## Historique
Cette voie privée fait partie du Palais-Royal.